# Winfried Hacker
Winfried Hacker (* 19. Februar 1934 in Dresden) ist ein deutscher Psychologe und Arbeitswissenschaftler. Hacker ist vor allem durch seine Beiträge zur Handlungsregulationstheorie und weiteren Themen der Arbeitspsychologie bekannt.

## Leben
Nach dem Abitur studierte Hacker von 1952 bis 1957 Psychologie an der Technischen Hochschule Dresden. Nach seinem Diplom war er dort Assistent. Seine Promotion zum Doktor der Naturwissenschaften erlangte er 1961 mit einer Arbeit zur Auge-Hand-Koordination. Neben seiner Tätigkeit an der Technischen Hochschule arbeitete Hacker danach bis 1965 in der chemischen Industrie. In seiner Habilitationsschrift aus dem Jahr 1965 beschäftigte er sich wieder mit der Auge-Hand Koordination. Ab 1966 war Hacker Professor an der Technischen Universität Dresden; zunächst als Direktor des Instituts für Psychologie, ab 1968 mit dem Forschungsschwerpunkt Arbeit auf einer Professur für Arbeitspsychologie und Arbeitswissenschaften und nach 1992 für Allgemeine Psychologie.
Seit seiner Emeritierung im Jahr 2000 ist Hacker weiterhin wissenschaftlich tätig. In den Jahren 2001 und 2002 hatte er eine Vertretungsprofessur an der Justus-Liebig-Universität Gießen inne, nach dem Tod von André Büssing von 2004 bis 2006 vertretungsweise den Lehrstuhl für Psychologie an der Technischen Universität München.
Hacker ist verheiratet und Vater zweier Söhne.

## Schriften (Auswahl)
Hackers bekanntestes Werk ist ein Lehrbuch der Arbeitspsychologie, in das wichtige Teile seiner Handlungsregulationstheorie eingegangen sind. Es erschien zuerst 1971 und – unter neuem Titel – zuletzt 2023.
- Allgemeine Arbeits- und Ingenieurpsychologie. Psychische Struktur und Regulation von Arbeitstätigkeiten. VEB Deutscher Verlag der Wissenschaften, Berlin 1971.
- mit Pierre Sachse: Allgemeine Arbeitspsychologie. Psychische Regulation von Tätigkeiten. Hogrefe, Göttingen 2014, ISBN 978-3801725402
- mit Pierre Sachse: Allgemeine Arbeitspsychologie. Psychische Regulation von Tätigkeiten. vdf Hochschulverlag AG an der ETH Zürich, Zürich 2023, ISBN 978-3728141422.

## Ehrungen und Mitgliedschaften (Auswahl)
- Deutscher Psychologie-Preis, 1996
- Ehrendoktor der Philosophisch-humanwissenschaftlichen Fakultät der Universität Bern, 2005
- Ehrenmedaille der TU Dresden, 2020[1]
- Mitglied der Sächsischen Akademie der Wissenschaften, 1991
- Mitglied der Academia Europaea, 1992
- Mitglied der Leibniz-Sozietät zu Berlin, 2002